# Gesine Lötzsch

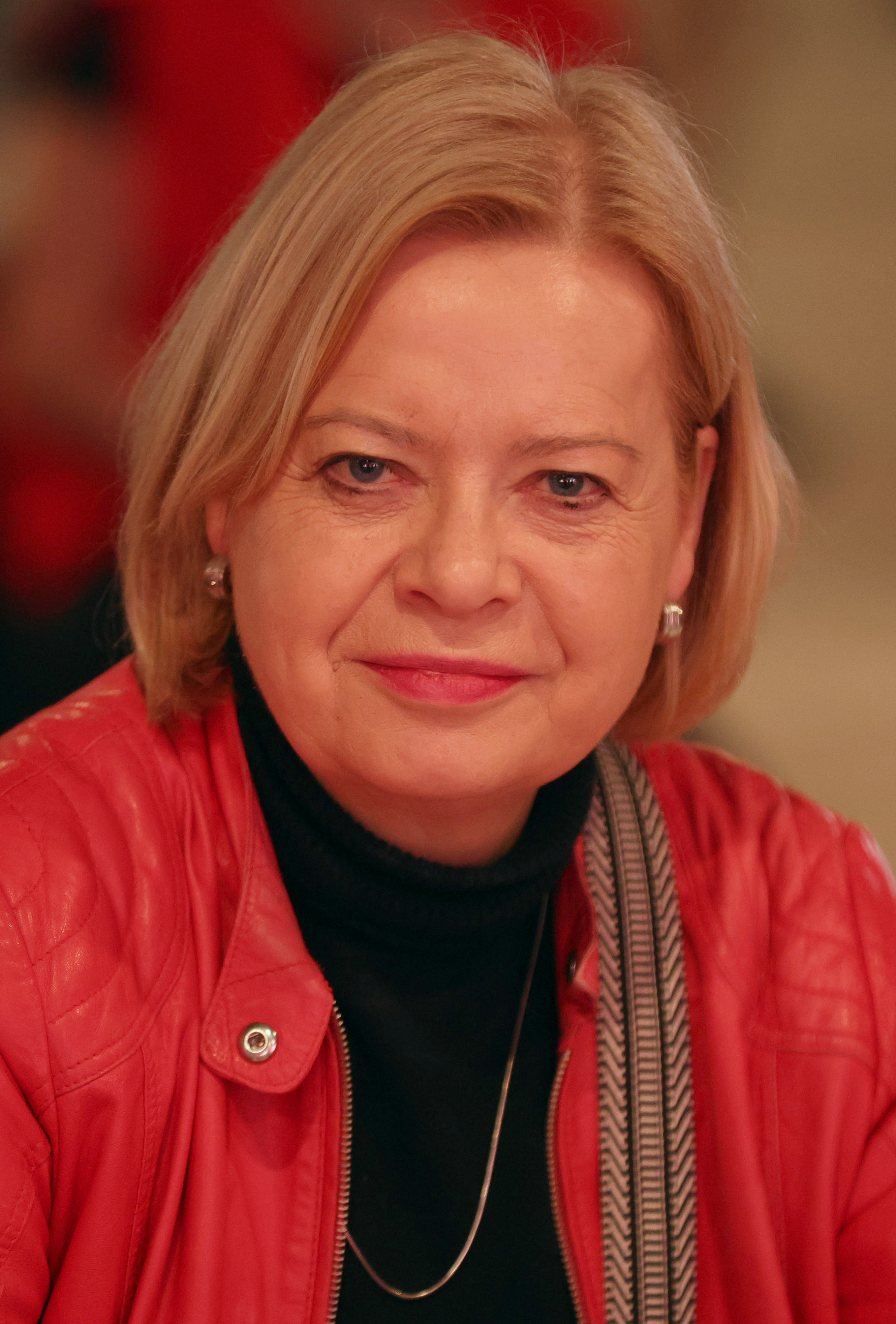
Gesine Lötzsch (2025)

Gesine Lötzsch, geborene Gorisch (* 7. August 1961 in Ost-Berlin) ist eine deutsche Politikerin (Die Linke) und Philologin. Sie war von 2002 bis 2025 Mitglied des Deutschen Bundestags, bis zu deren Auflösung im Dezember 2023 stellvertretende Vorsitzende der Linksfraktion und haushaltspolitische Sprecherin ihrer Fraktion. Von 2010 bis 2012 war sie eine der beiden Parteivorsitzenden und von 2014 bis 2017 Vorsitzende des Haushaltsausschusses des Deutschen Bundestages.

## Leben und Beruf
Gesine Gorisch wuchs in Berlin-Lichtenberg auf und besuchte die dortige Coppi-Schule. Ihre Eltern waren als wissenschaftliche Bibliothekare tätig. Nach dem Abitur 1980 an einer Erweiterten Oberschule (EOS) absolvierte sie an der Humboldt-Universität zu Berlin ein Studium als Diplom-Lehrerin für die Fächer Englisch und Deutsch, das sie 1985 erfolgreich abschloss. Anschließend war sie Aspirantin an der gleichen Einrichtung und verbrachte 1987 ein Auslandssemester in den Niederlanden. 1988 erfolgte ihre Promotion zum Dr. phil. an der Humboldt-Universität zu Berlin mit der Arbeit Computergestützte Studien zum mittelniederländischen Plenarium Ms. germ. 1612. Seitdem war sie als wissenschaftliche Assistentin an der Humboldt-Universität tätig. 1991 wurde sie beurlaubt.
Sie war mit dem Sprachwissenschaftler Ronald Lötzsch (1931–2018) verheiratet und hat zwei Kinder.
Gesine Lötzsch hatte eine Nebenrolle in der Filmkomödie Horst Schlämmer – Isch kandidiere!

## Politische Laufbahn

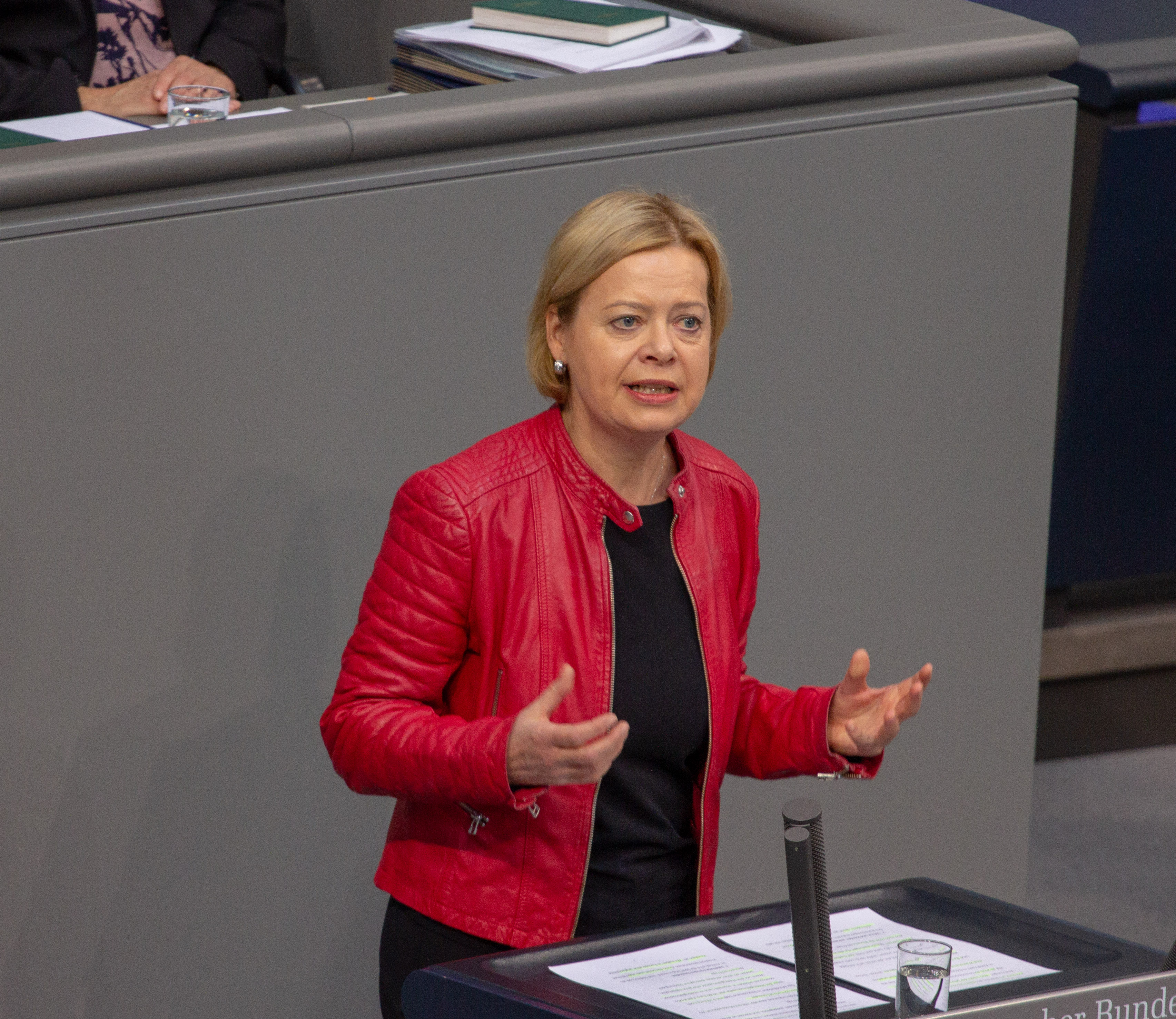
Lötzsch im Bundestag, 2019

Im Jahr 1984 wurde Gesine Lötzsch Mitglied der SED. Von 1989 bis 1990 gehörte sie der Bezirksverordnetenversammlung von Berlin-Lichtenberg und von Mai bis Dezember 1990 der Stadtverordnetenversammlung von Ost-Berlin an. Von 1991 bis 2002 war Lötzsch Mitglied des Abgeordnetenhauses von Berlin. Hier war sie von 1991 bis 1993 Vorsitzende der PDS-Fraktion und von 1996 bis 2002 Vorsitzende des Ausschusses für Europa- und Bundesangelegenheiten und Medienpolitik.

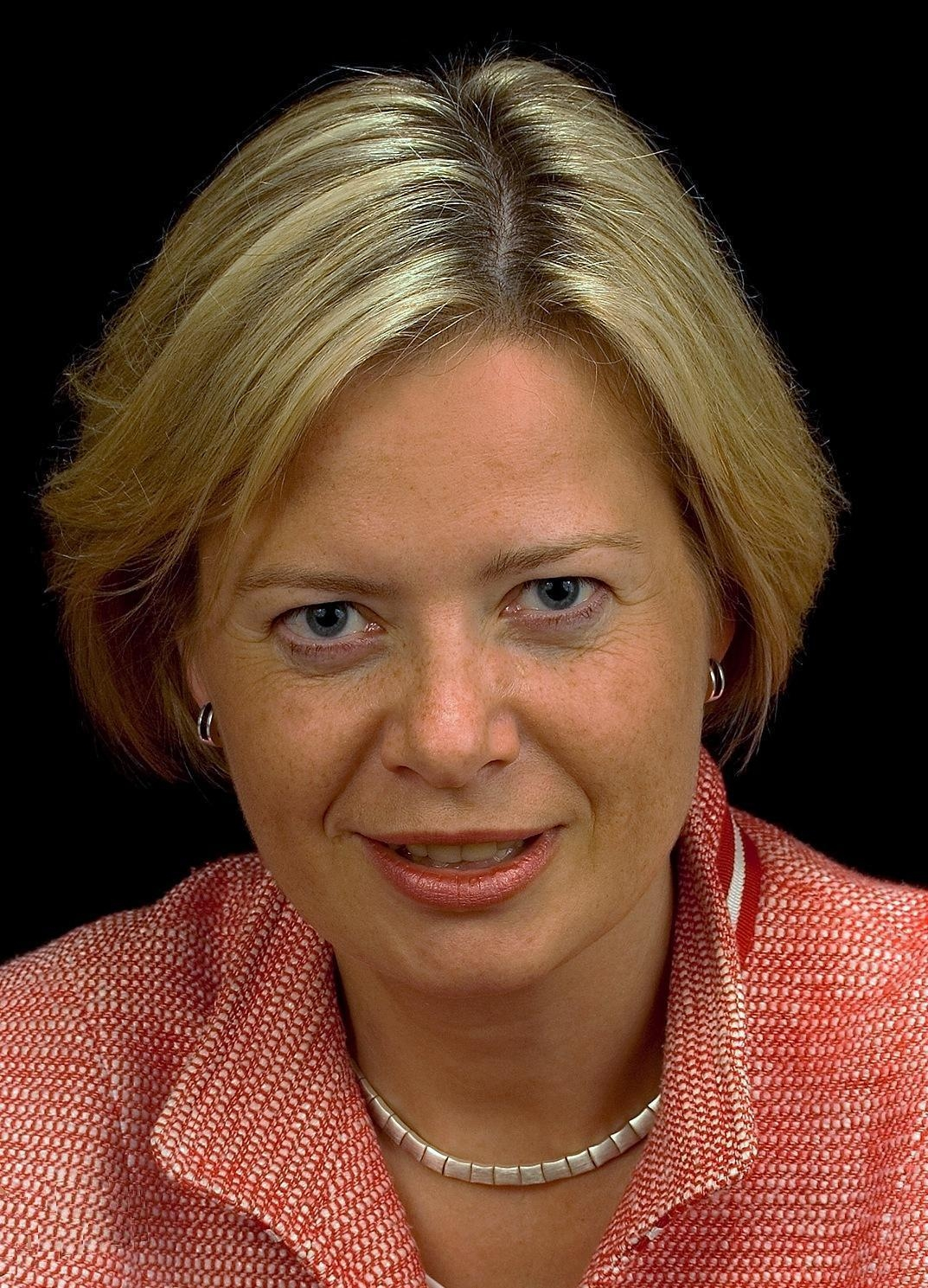
Gesine Lötzsch, 2005

Von 1991 bis 1993 gehörte Lötzsch dem PDS-Landesvorstand in Berlin an. 1994 wurde sie Vorsitzende des damaligen Bezirksverbandes der PDS Berlin-Lichtenberg. Nach der Fusion der Bezirke Lichtenberg und Hohenschönhausen hatte sie bis 2012 den Vorsitz der ebenfalls fusionierten Bezirkspartei inne. Seit der Bundestagswahl im September 2002 ist sie Mitglied des Deutschen Bundestages. Seit November 2005 war sie stellvertretende Vorsitzende der Fraktion der Partei Die Linke und Leiterin des Fraktionsarbeitskreises Regional-/Strukturpolitik, Ostdeutschland, Haushalt und Umwelt. Sie ist außerdem Obfrau der Linksfraktion im Haushaltsausschuss und seit September 2007 Mitglied des Verteidigungsausschusses.
Lötzsch zog 2002, 2005, 2009, 2013, 2017 und 2021 jeweils mit einem Direktmandat des Wahlkreises Berlin-Lichtenberg in den Bundestag ein. Bei der Bundestagswahl 2002 erreichte sie in ihrem Wahlkreis 39,6 % der Erststimmen, bei der Bundestagswahl 2005 42,9 %, bei der Bundestagswahl 2009 47,5 %, bei der Bundestagswahl 2013 40,3 %, bei der Bundestagswahl 2017 34,7 % und bei der Bundestagswahl 2021 25,8 %.
Gesine Lötzsch und Klaus Ernst wurden Ende Januar 2010 vom Parteivorstand der Die Linke für eine Doppelspitze der Partei vorgeschlagen. Bei der Wahl am 15. Mai 2010 erhielt Gesine Lötzsch 92,8 % der abgegebenen Stimmen. Am 10. April 2012 trat sie wegen einer Erkrankung ihres Mannes von diesem Amt zurück.
Im Januar 2012 wurde bekannt, dass Gesine Lötzsch als eine von 27 Bundestagsabgeordneten der Linken unter Beobachtung durch das Bundesamt für Verfassungsschutz steht, was von Politikern aller Fraktionen kritisiert wurde.
→ Siehe auch: Beobachtung der Partei Die Linke durch den Verfassungsschutz.
Am 15. Januar 2014 wurde Gesine Lötzsch zur Vorsitzenden des Haushaltsausschusses des Deutschen Bundestages gewählt. 2017 wurde sie erneut direkt in den 19. Deutschen Bundestag gewählt. Seit dieser Legislaturperiode gehört sie dem Gremium nach § 23c Absatz 8 Zollfahndungsdienstgesetz an. Zudem ist sie stellvertretende Vorsitzende des Vertrauensgremiums für die geheimen Haushaltspläne der Nachrichtendienste des Bundes. Lötzsch ist darüber hinaus ordentliches Mitglied im Vermittlungsausschuss und dem Rechnungsprüfungsausschuss. Sie gehört als stellvertretendes Mitglied dem Gemeinsamen Ausschuss an.
Nach dem Rücktritt von Evrim Sommer wurde Lötzsch wieder zur Bezirksvorsitzenden des Lichtenberger Kreisverbands der Linken gewählt.
Im Juni 2024 gab Lötzsch bekannt, bei der Bundestagswahl 2025 nicht erneut kandidieren zu wollen. In der Mitteilung kritisierte sie auch die Linken-Parteispitze, denn diese habe im Vorfeld der Europawahl keine einheitliche Meinung gegenüber dem russischen Überfall auf die Ukraine gezeigt und es versäumt „für eine gemeinsame Position zu kämpfen.“

## Kritik

### Umgang mit ehemaligen Stasi-Mitarbeitern
Mehrfach in die Kritik geriet Lötzsch auf Grund ihres Umgangs mit ehemaligen Mitarbeitern des Ministeriums für Staatssicherheit (MfS). So plädierte sie u. a. für die Duldung von ehemaligen Stasi-Mitarbeitern in Parlamenten und Ministerämtern, sofern diese gewählt seien. Die damalige Bundesvorsitzende der Grünen, Claudia Roth, warf ihr hieraufhin vor, sie wolle „die Vergangenheit unter den Tisch kehren“.
Kritisiert wurde auch, dass ihr Kreisverband in Berlin-Lichtenberg mit ihrer Unterstützung mehrmals Podiumsdiskussionen mit ehemaligen hauptamtlichen und inoffiziellen Mitarbeitern des MfS veranstaltete, wie beispielsweise dem letzten Auslandsspionagechef der Stasi Werner Großmann. Der Bundestagsabgeordnete Wolfgang Wieland (Grüne) warf ihr vor, bei ihrem Besuch bei der „Initiativgemeinschaft zum Schutz der sozialen Rechte ehemaliger Angehöriger bewaffneter Organe und der Zollverwaltung der DDR“ nicht gegen deren Geschichtsrevisionismus vorgegangen zu sein, sondern sich stattdessen als „Heilige Johanna der Alt-Tschekisten“ inszeniert zu haben. Kritik an ihrer Nähe zum Stasi-Milieu begegnete Lötzsch mit dem Hinweis auf ihre Stellung als direkt gewählte Abgeordnete und die Opferbiografie ihres Ehemannes. Dieser war 1957 wegen seiner Zugehörigkeit zur sogenannten Schröder-Lucht-Gruppe inhaftiert und zu drei Jahren Freiheitsentzug verurteilt worden. Fast zwei Jahre der Strafe verbüßte er in der Justizvollzugsanstalt Bautzen (siehe auch Politische Haft (DDR)). Mit Verweis auf das Schicksal ihres Lebenspartners verbat sich Lötzsch in der Bundestagsdebatte am 7. April 2006 entsprechende „Diffamierungen“.
Lötzsch stellte ihren Ehemann als Opfer des SED-Staates dar. Am 16. März 2010 enthüllte Die Welt, dass Lötzschs Ehemann nach Unterlagen aus der Birthler-Behörde von 1963 bis Mitte der 1980er Jahre als Inoffizieller Mitarbeiter (IM) des Ministeriums der Staatssicherheit unter dem Decknamen „Heinz“ unter anderem über Kollegen an der Ost-Berliner Akademie der Wissenschaften berichtet hatte. In einer Stellungnahme erklärte Gesine Lötzsch daraufhin, sie werde jedem Versuch entgegentreten, „das Schicksal meines Mannes für durchsichtige Kampagnen zu missbrauchen“, ging aber nicht direkt auf die Vorwürfe ein.

### „Wege zum Kommunismus“
Am 3. Januar 2011 wurde unter der Überschrift „Wege zum Kommunismus“ in der Tageszeitung junge Welt ein Artikel von Gesine Lötzsch veröffentlicht, der in der politischen Auseinandersetzung zu einigen Kontroversen führte.
Die Zeitung hatte sie gebeten, zum diesjährigen Thema ihrer alljährlichen Rosa-Luxemburg-Konferenz Wo bitte geht’s zum Kommunismus? Linker Reformismus oder revolutionäre Strategie – Wege aus dem Kapitalismus einige Gedanken niederzuschreiben. In ihrem Beitrag setzte sich Gesine Lötzsch mit Rosa Luxemburgs Theorie der revolutionären Realpolitik und ihrer Diskrepanz zum sowjetischen Parteikommunismus auseinander. Dabei geriet eine Passage in die Beachtung der Medien: „Die Wege zum Kommunismus können wir nur finden, wenn wir uns auf den Weg machen und sie ausprobieren, ob in der Opposition oder in der Regierung.“
Bei Union, FDP und SPD löste der Beitrag scharfe Kritik aus. Der damalige CSU-Generalsekretär Alexander Dobrindt warf Lötzsch vor, sich außerhalb der Verfassung zu positionieren. Er forderte aus diesem Grund eine bundesweite Überwachung der Linkspartei durch den Verfassungsschutz.
Später erklärte Lötzsch bei Spiegel Online: „Die Linke ist linkssozialistisch, wir sind und werden keine kommunistische Partei. Und ich werde auch kein Mitglied der kommunistischen Plattform.“ Mit ihrer Teilnahme an der Rosa-Luxemburg-Konferenz am 8. Januar wolle sie „auch diejenigen für die Linke gewinnen, die unsere Partei für zu angepasst halten“. Anstelle ihrer geplanten Teilnahme an einer Podiumsdiskussion unter anderem mit der früheren RAF-Terroristin Inge Viett und der Vorsitzenden der Deutschen Kommunistischen Partei (DKP), Bettina Jürgensen, gab Lötzsch bei der Konferenz eine Stellungnahme zu ihren Aussagen ab, in der sie die parteiübergreifende Kritik zurückwies.

## Schriften
- Immer schön auf Augenhöhe, Eulenspiegel Verlag, Berlin 2017, ISBN 978-3-359-01732-5